# Danuḫepa
Danuḫepa oder Tanuḫepa („Ḫepat schuf sie“) war eine hethitische Großkönigin (Tawananna) in der ersten Hälfte 13. Jahrhundert v. Chr. und – nach Gaššulawiya – die letzte Frau des Großkönigs Muršili II. Sie ist als Großkönigin auch noch unter Muwatalli II. und Muršili III. sicher bezeugt.
Die Quellenlage zu Danuḫepa, die vielleicht hurritischer Abstammung war, ist dünn und schwierig zu interpretieren. In hethitischen Texten wird sie relativ selten erwähnt und bis ca. 2005 waren auch nur wenige Siegel(abdrücke) mit ihrem Namen bekannt. Durch Veröffentlichung zahlreicher Siegelfunde im „Archiv“ (Westbau) am Nişantepe u. a. durch Suzanne Herbordt oder Deliah Bawnypeck (S. Literatur!) wurden auch eine Reihe weiterer Siegel Danuḫepas bekannt. Trotzdem sind immer noch nicht alle Fragen geklärt. Mittlerweile gesichert ist, dass sie die letzte Frau Muršilis II. war, da es auch einen Siegelabdruck gibt, auf dem sie eindeutig zusammen mit Muršili II bezeugt ist. Es gab im späten 14. und frühen 13. Jahrhundert v. Chr. jedoch zwei Herrscher diesen Namens: neben ihrem Gatten auch dessen Neffen Muršili III. (auch Urḫi-Teššub, dieser Name begegnet auch oft auf Siegeln). Nicht immer lässt sich beurteilen, von welchem dieser Mursili ein Siegel stammt, der auch Danuḫepa nennt. Besonders vor der Veröffentlichung der neuen Siegelfunde sorgte dies für verschiedene Theorien, u. a. auch, dass es womöglich zwei verschiedene Großköniginnen dieses Namens gab oder dass Danuḫepa nicht die Frau Mursilis II, sondern die seines Nachfolgers Muwatalli war.
Danuḫepa wurde von ihrem Stiefsohn und Mursilis Nachfolger Muwattalli II. in der Spätphase dessen Regierungszeit (ca. 1294–1272 v. Chr.) nach einem Prozess ihres Amtes als Großkönigin enthoben und verbannt, ebenso ihre Söhne und ihre offenbar großes Gefolge. Vorgeworfen wurden ihr religiose Vergehen, jedoch steckten in Wirklichkeit wahrscheinlich Intrigen und Machtkämpfe, u. a. um die Frage des Thronfolgers Muwatallis, hinter ihrer Absetzung und Verbannung. Unter Muršili III., dem Sohn Muwattallis II., wurde sie allerdings rehabilitiert und wieder als Großkönigin eingesetzt.